# Casalmaggiore
Casalmaggiore este o comună în Provincia Cremona, Italia. În 2011 avea o populație de 15,142 de locuitori.

## Demografie
Casalmaggiore - evoluția demografică

|  | Graficele sunt indisponibile din cauza unor probleme tehnice. Mai multe informații se găsesc la Phabricator și la wiki-ul MediaWiki. |

Date: Recensăminte sau birourile de statistică - grafică realizată de Wikipedia

## Personalități născute aici
- Alessandro Bastoni (n. 1999), fotbalist.